# Zacharie Astruc
Zacharie Astruc (23 de fevereiro de 1833 em Angers – 24 de maio de 1907 em Paris) foi um escultor, pintor, poeta e crítico de arte francês.

## Biografia
Astruc foi uma figura importante na vida cultural da França na segunda metade do século XIX, participando da Primeira Exposição Impressionista de 1874 e também da Exposição Universal de 1900. Como crítico de arte, escrevendo principalmente entre 1859 e 1872, ele foi um grande defensor de Courbet e um dos primeiros a reconhecer o talento de Manet, com quem fez amizade por volta de 1854 ou, no máximo, em 1857. Ele também defendeu Monet, Whistler, Carolus-Duran, Fantin-Latour e Alphonse Legros. O historiador de arte Michael Fried escreveu que Astruc "mais do que qualquer outro escritor representou a geração de Manet" e que "entre 1859 e 1863, o jovem Astruc pode ter sido o melhor crítico da nova arte na França."
Astruc tinha uma ampla gama de interesses artísticos, tanto em termos de tema quanto de forma. Antes de se tornar mais conhecido como escultor, ele foi escritor, crítico, pintor, dramaturgo e compositor.

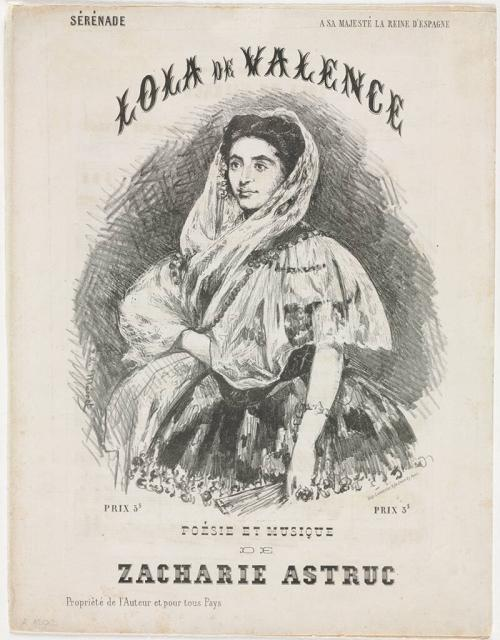
Partitura de "Lola de Valence", 1863

Astruc era um hispanófilo, bem versado na arte e literatura da Espanha. Após sua viagem à Espanha em 1864, ele ajudou a preparar o itinerário para a única viagem de Manet à Espanha em 1865, enviando-lhe um roteiro "longo e entusiasmado", e mais tarde elogiou as pinturas de inspiração espanhola de Manet como obras de "o artista que revelou a Espanha aos franceses." Astruc ajudou a promover um amplo revival do interesse pelas pinturas de El Greco. Ele escreveu uma canção dedicada à dançarina espanhola Lola de Valence em 1863, que foi impressa com uma reprodução de uma pintura de Manet de Valence como arte da capa.
Astruc também foi uma figura líder no movimento do Japonismo na França nas décadas de 1860 e 1870, publicando, entre outros escritos, três artigos fundamentais sobre o Japonismo no jornal parisiense L'Etendard em 1867–68. Ele escreveu uma peça influenciada pelo Japão, L'ile de la demoiselle, em 1865.
Ele era casado com Ida Astruc, cujo busto Manet esculpiu em trajes espanhóis em 1877.
Astruc foi uma figura de conexão importante no mundo da arte francesa da época, se não um artista de grande destaque por si só, e pode ser visto em várias obras de arte notáveis dos anos 1860 a 1880. Ele aparece na pintura de Henri Fantin-Latour Um Estúdio em Les Batignolles, onde está sentado ao lado de Manet, que é retratado pintando seu retrato. Astruc é geralmente creditado por dar o título à pintura de Manet Olympia, já que um trecho de um poema de Astruc foi incluído na entrada do catálogo da obra quando foi exibida no Salão de 1865. Manet pintou Astruc pelo menos duas vezes: uma em um retrato em 1866, e novamente em 1870 em Aula de Música, onde Astruc desempenha o papel de um mestre de música ensinando uma jovem; o violão de Astruc pode ser visto em ambas as obras.
Junto com muitas figuras do mundo da arte francesa do final do século XIX, Astruc inspirou um personagem no romance A Substância e a Sombra, do escritor francês Marius Roux, um romance à chave cujo personagem principal era um Paul Cézanne disfarçado. "Lespignac", o personagem de Astruc, é um vigarista que se torna um marchand.

## Galeria

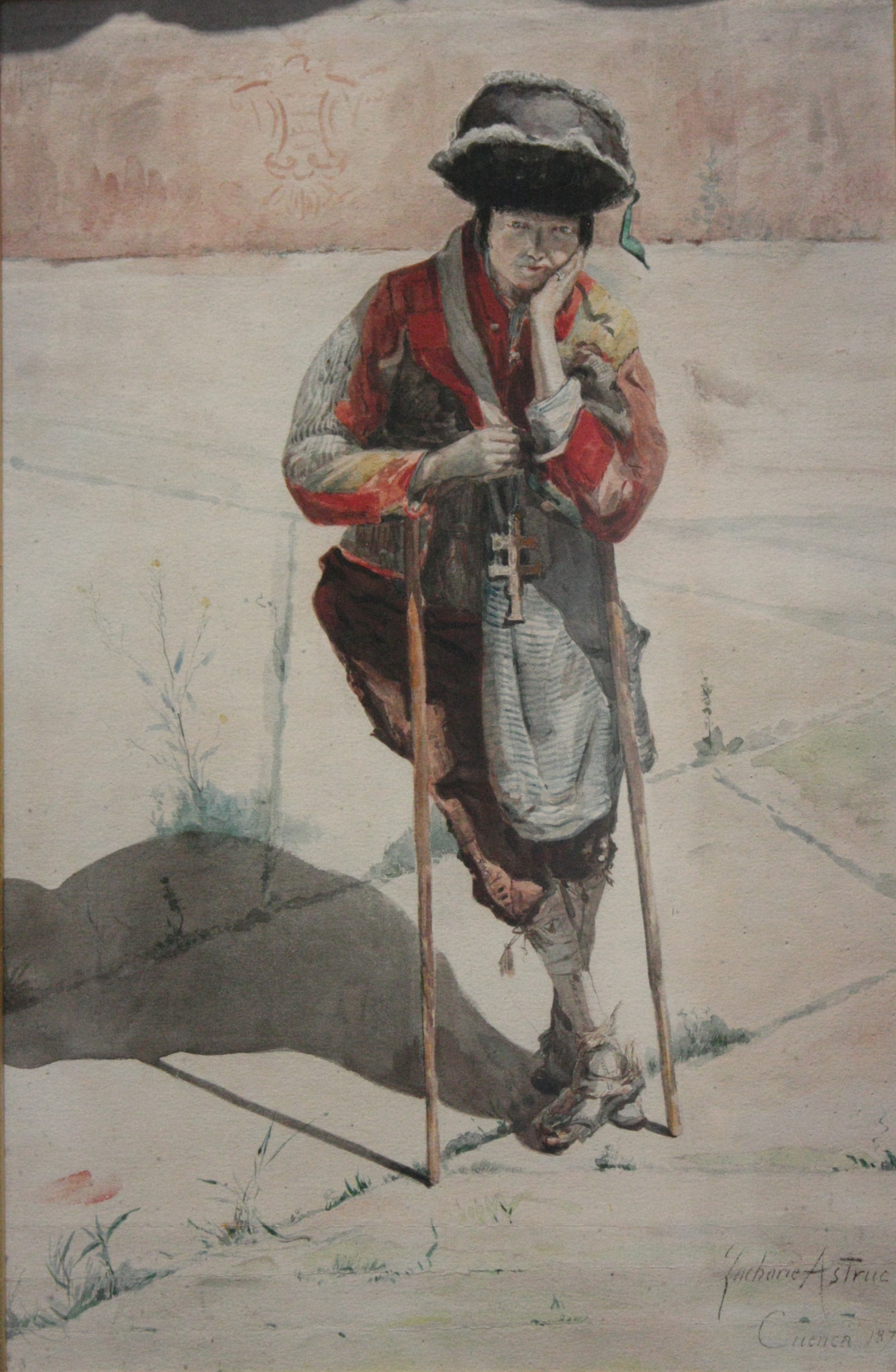
Cena de rua em Cuenca, 1873
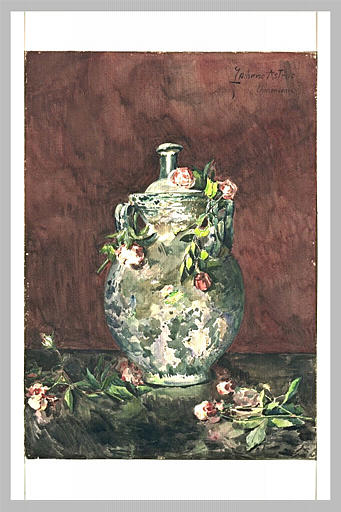
Rosas Negligenciadamente Jogadas em um Vaso
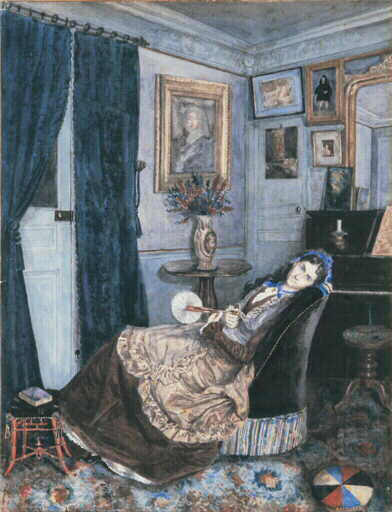
Interior Parisiense
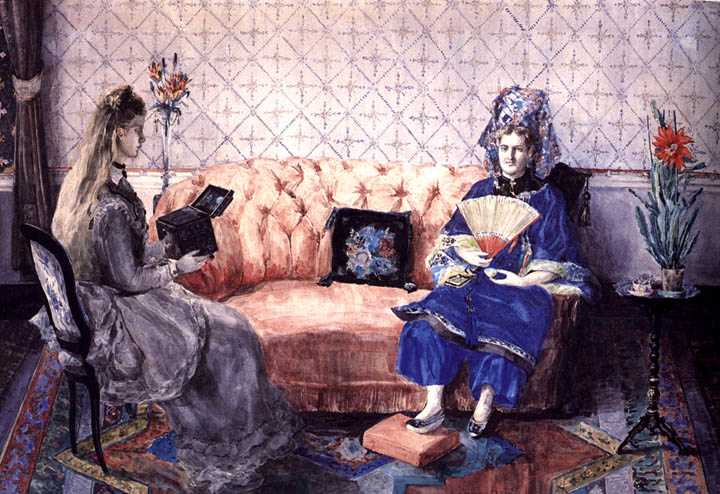
Presentes Chineses
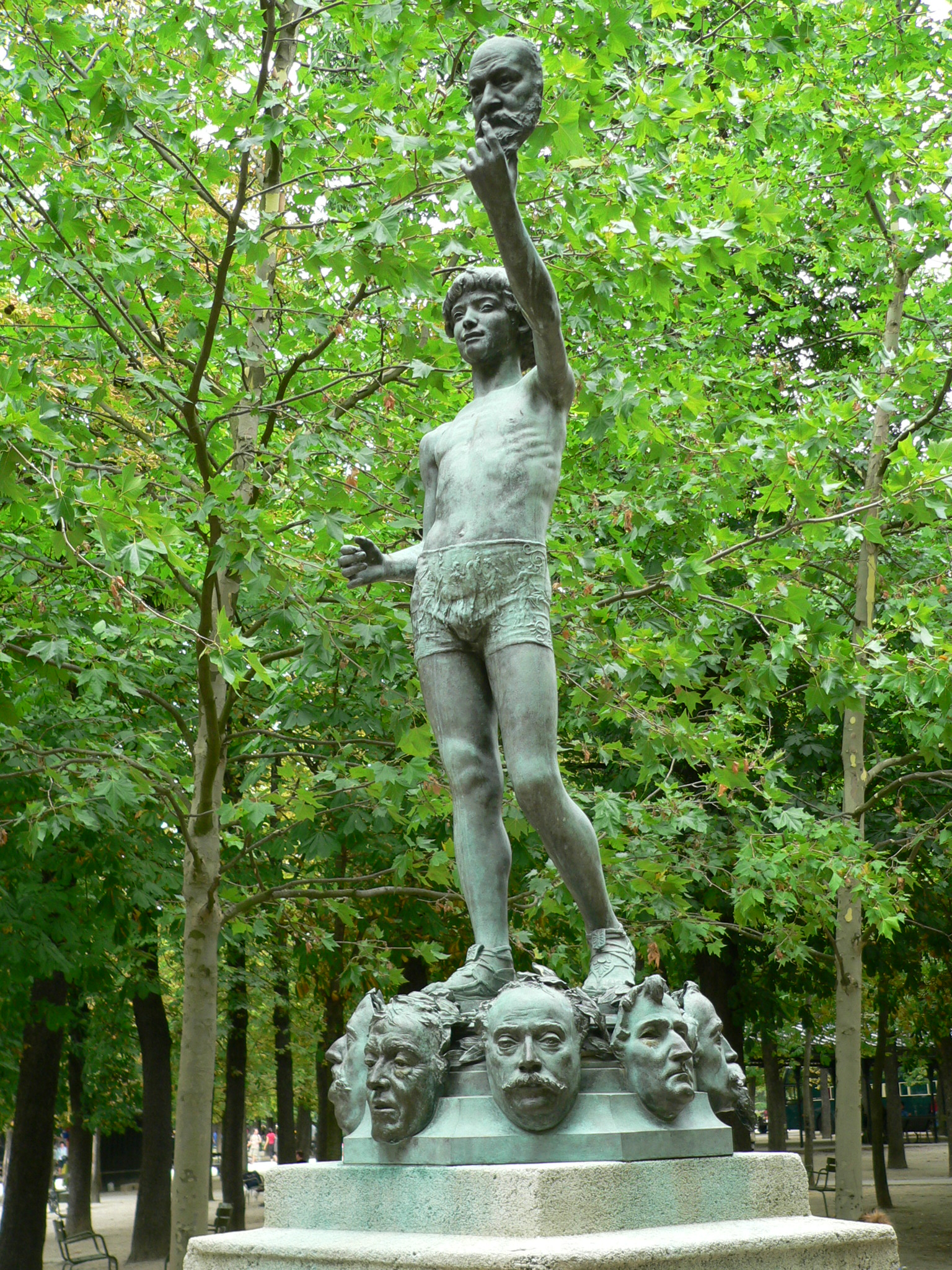
O Vendedor de Máscaras Jardim de Luxemburgo
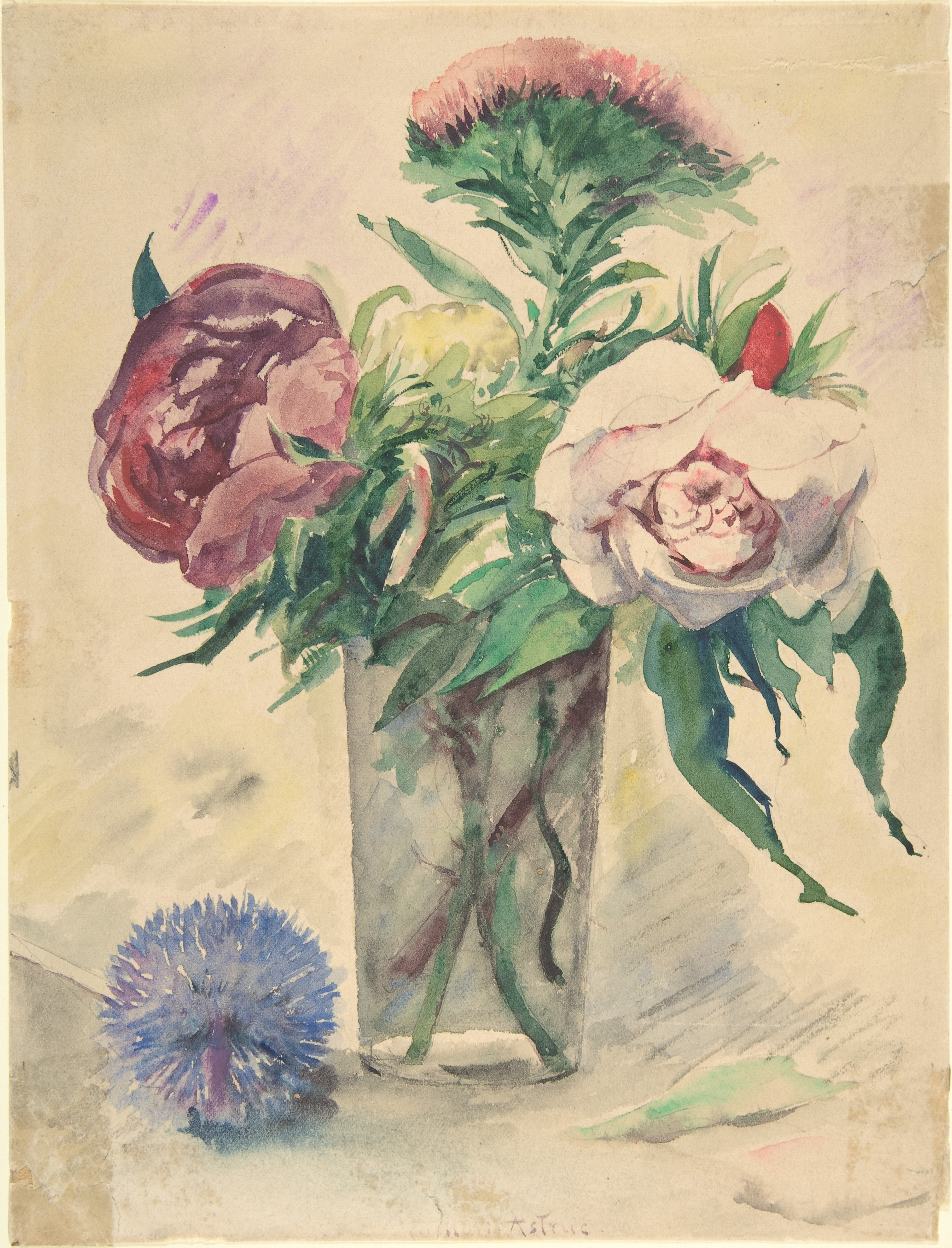
Flores em um Vaso, c. 1884-1904
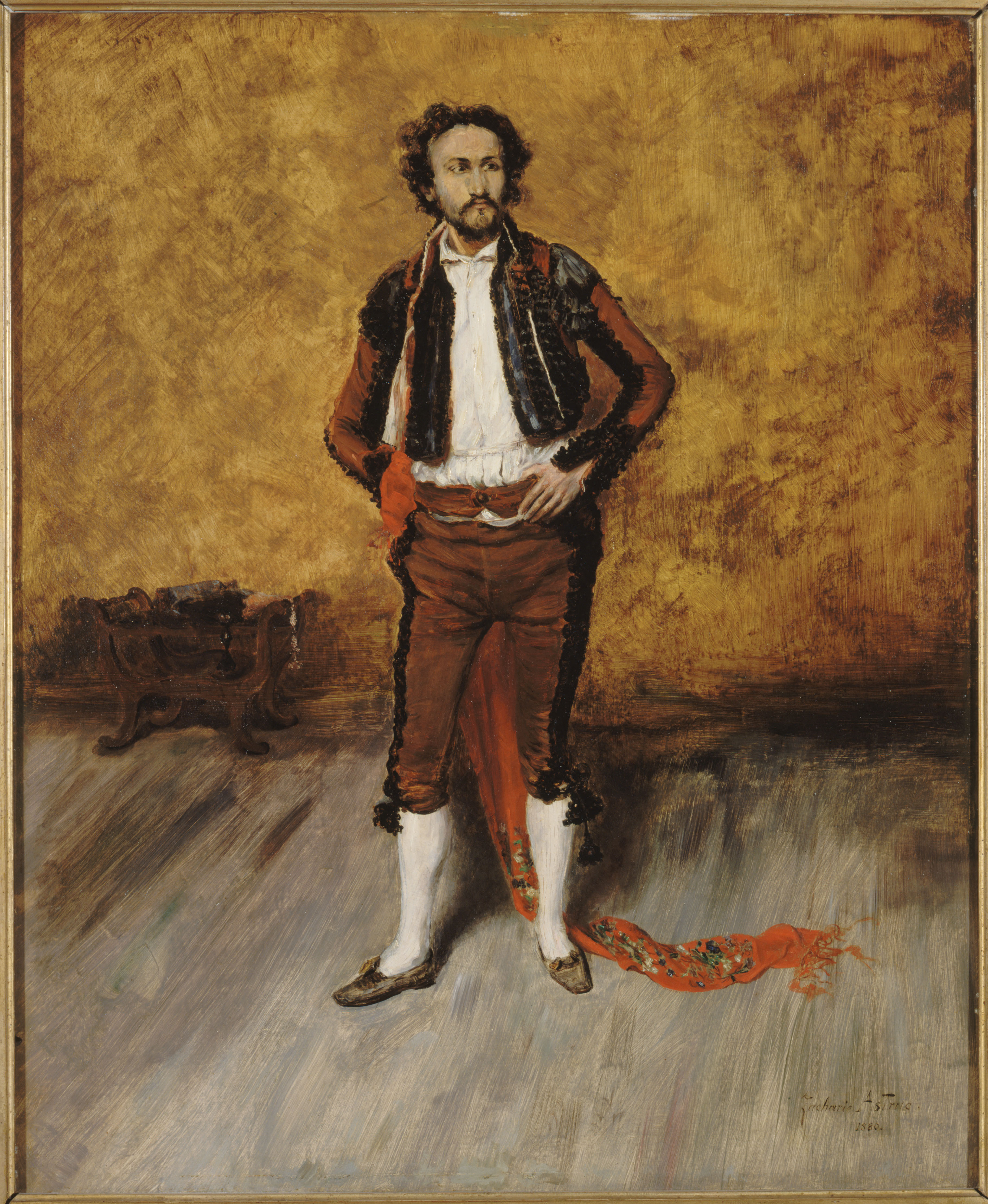
La toilette du toréro, 1880
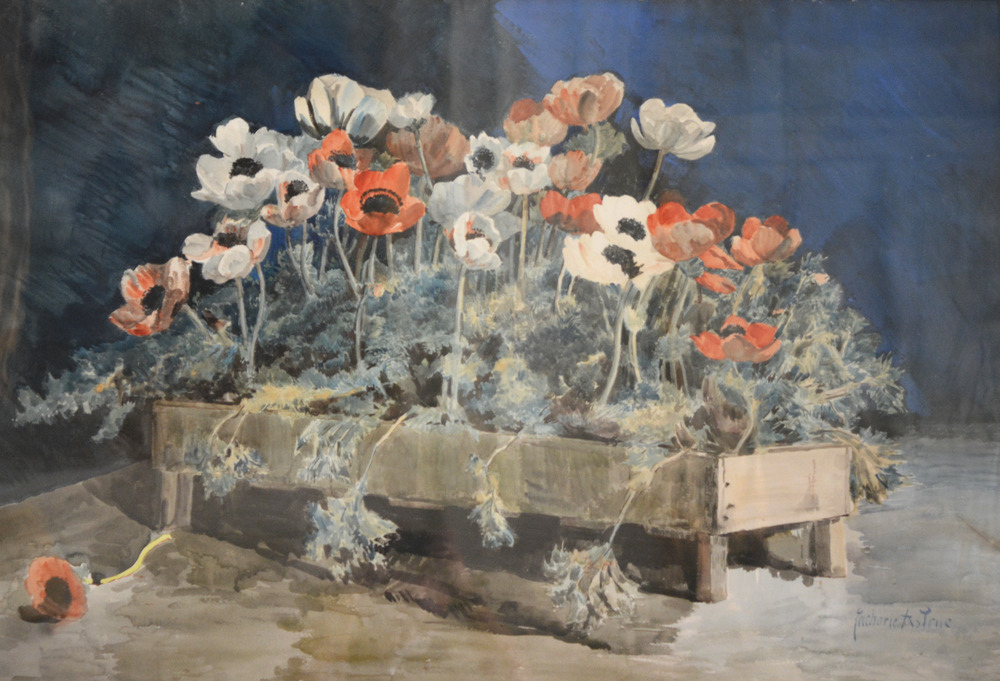
Anêmonas em uma Caixa, c. 1889

## Obras com Astruc
Amigo de muitos artistas franceses de sua época, Astruc frequentemente aparecia em suas obras.

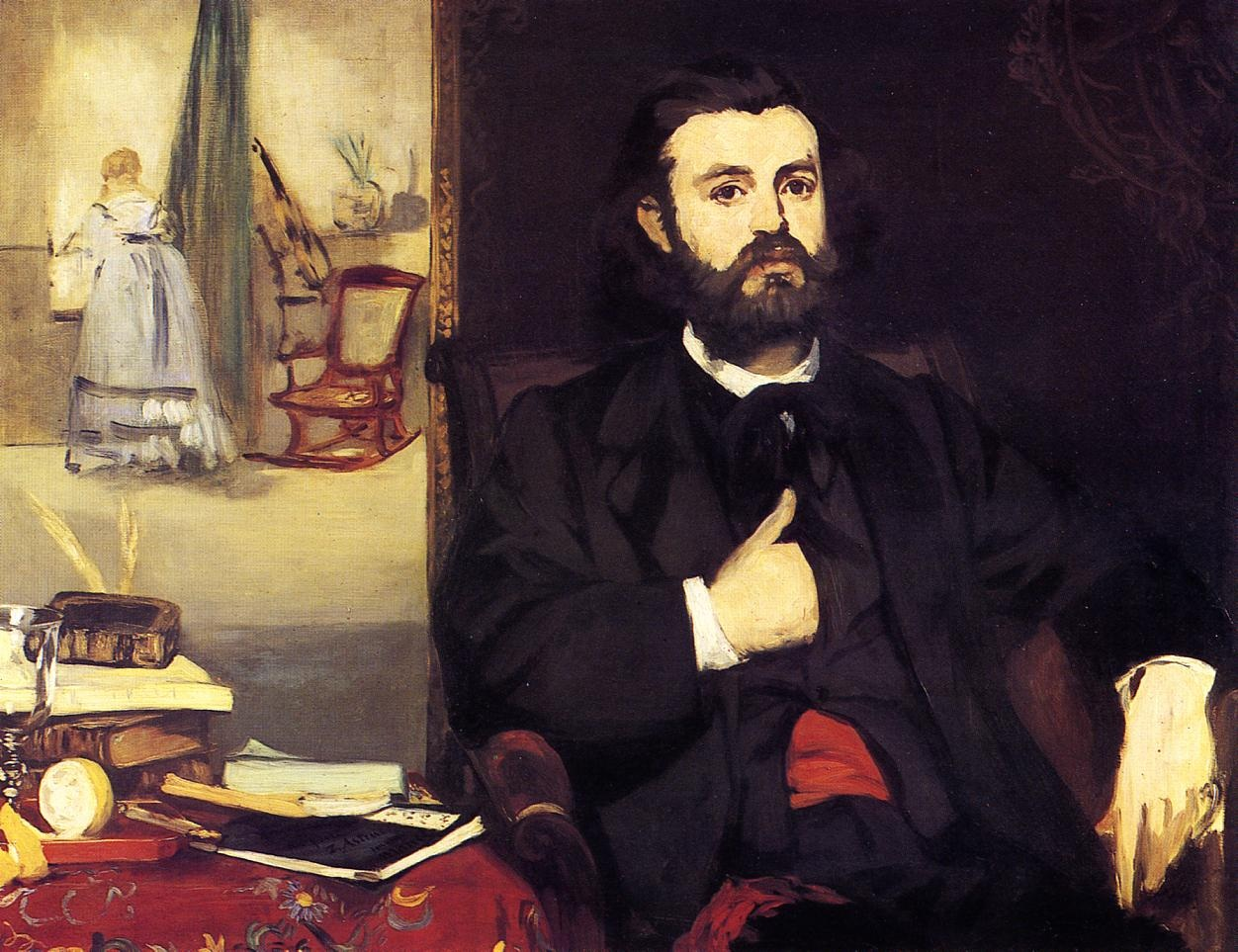
Retrato de Zacharie Astruc por Édouard Manet, 1866, Kunsthalle Bremen
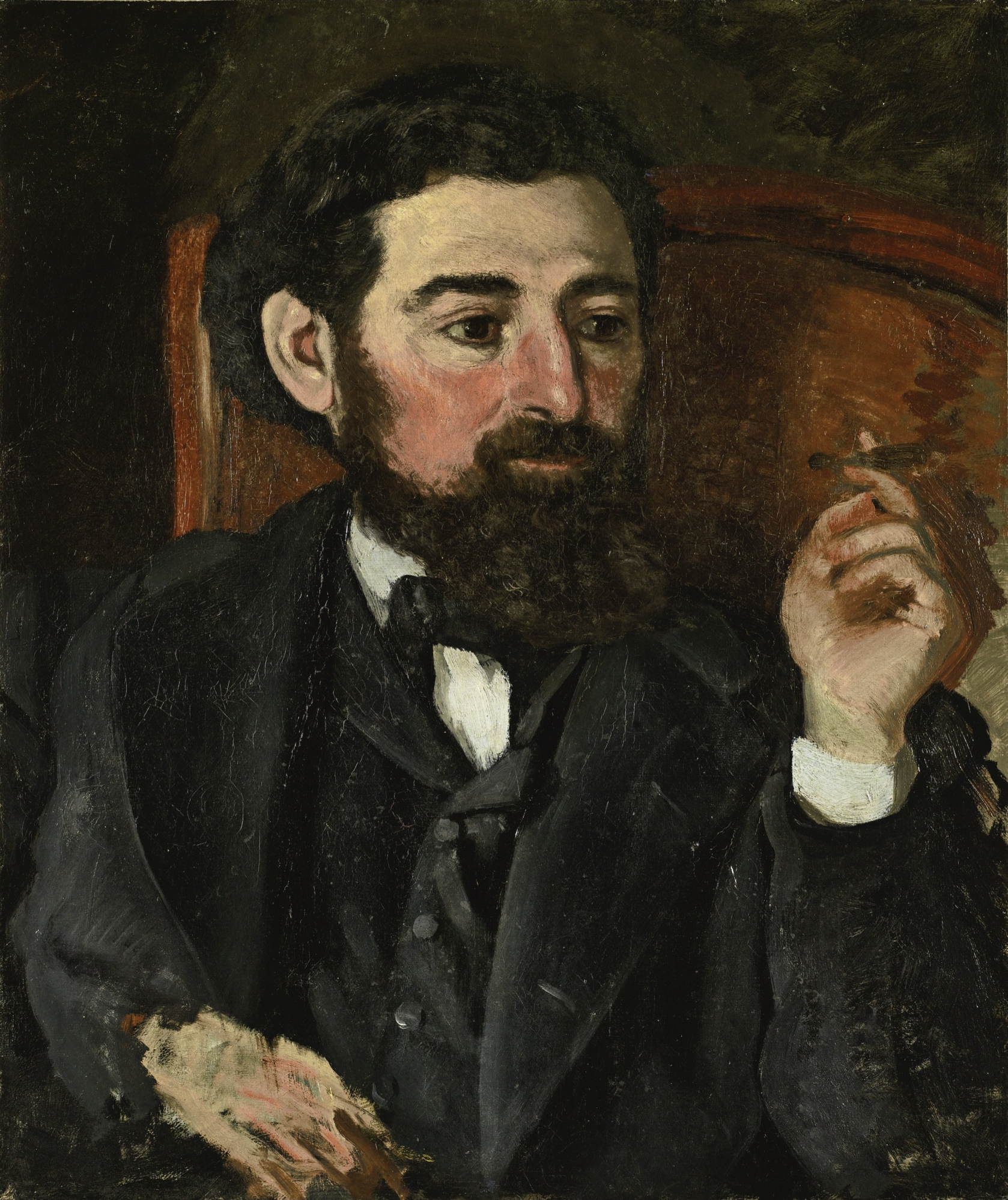
Retrato de Zacharie Astruc por Frédéric Bazille, 1869
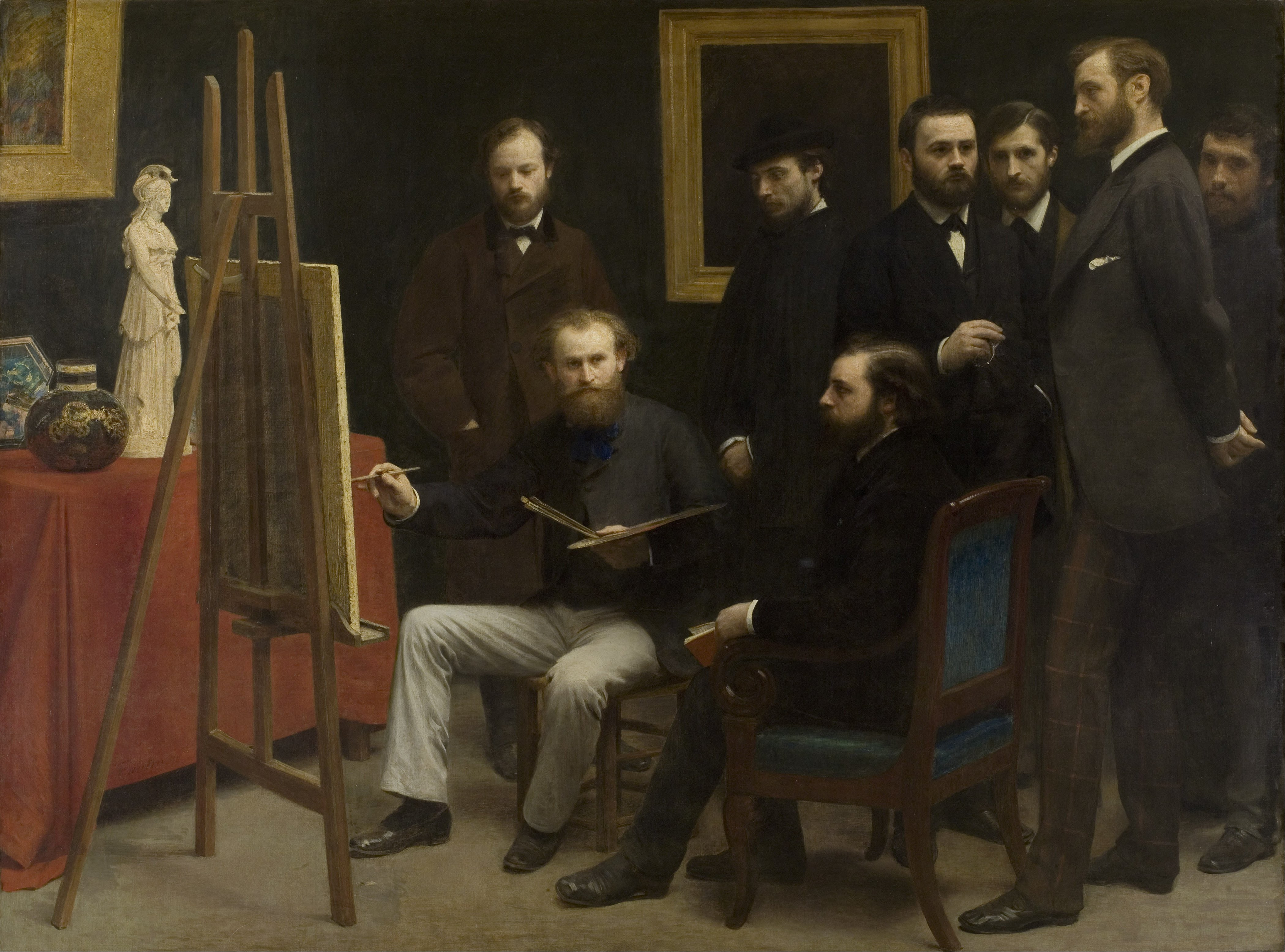
Um Estúdio em Les Batignolles, Henri Fantin-Latour, 1870
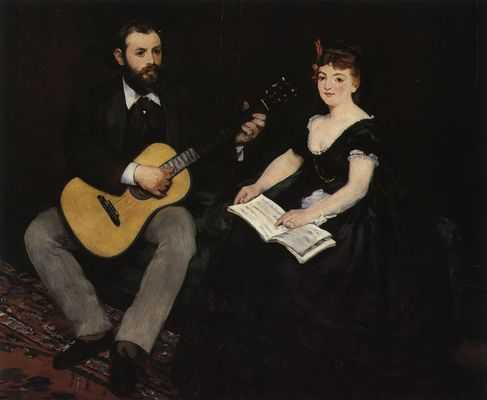
Aula de Música por Édouard Manet, 1870
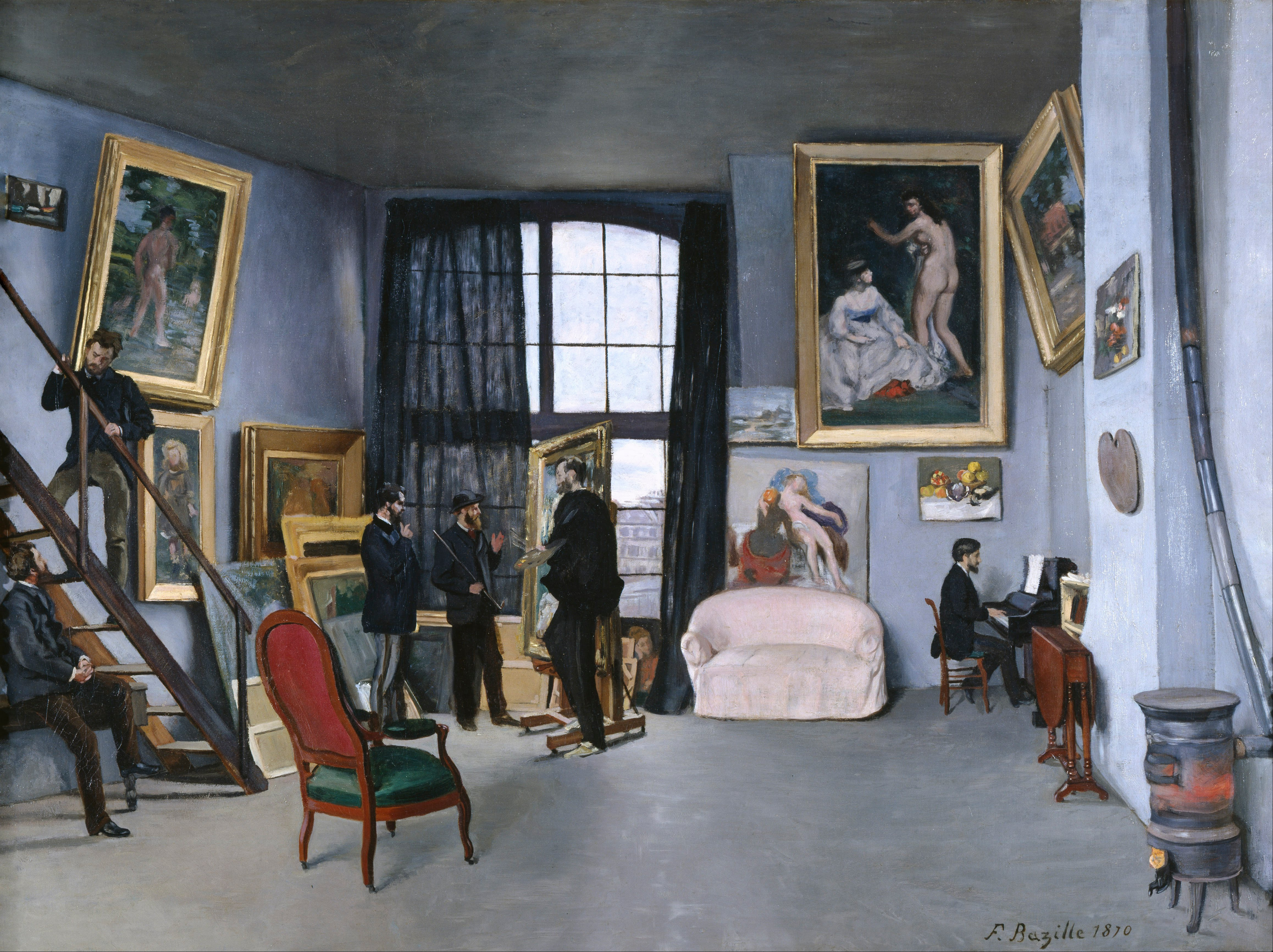
O Estúdio de Bazille por Frédéric Bazille, 1870